# Andreas Chyliński
Andrzej Chyliński O.F.M.Conv. (1590 circa – dopo il 1635) è stato un francescano e compositore polacco.

## Biografia
Intorno al 1625 era maestro di musica nel convento di Drohiczyn. Nel 1630 si recò a Padova, dove esercitò il ministero di presbitero e musico presso la Basilica di Sant'Antonio divenendo basso del coro e, nel 1632, Maestro di cappella della Veneranda Arca. A causa di disaccordi, lasciò Padova nel 1635 e tornò in Polonia. 
«Nel 1620 Chylinski compose un canone, Da pacem in diebus nostris, invitando i suoi contemporanei a scioglierne l'enigma esecutivo; siccome nessuno vi riuscì, Chylinski stesso decise di pubblicarne la soluzione qualche anno più tardi (Anversa, 1634). In realtà si tratta di 16 canoni indipendenti, che formano un solo grande ciclo, quindi non come si credette per lungo tempo di un canone solo a 64 voci».

## Componimenti a stampa
- Canones XVI iidem ad diversa, rectis contrariisque motibus toti in toto et toti in qualibet parte. (1634), introduzione e trascrizione di Alberto Zanotelli, Padova, Centro studi antoniani, 2011 (Corpus musicum Franciscanum, 22).